# Xiabaishi
Xiabaishi är en köping i sydöstra Kina. Den ligger i Fu'an i staden Ningde i provinsen Fujian, omkring 90 kilometer nordost om provinshuvudstaden Fuzhou. 